# Virgo’s Groove
Virgo’s Groove – utwór muzyczny amerykańskiej wokalistki i autorki tekstów Beyoncé, będący czwartym singlem promocyjnym siódmego albumu studyjnego piosenkarki – Renaissance. Piosenka otrzymała nominację do nagrody Grammy w kategorii najlepszego występu R&B.

## Wydanie
29 lipca 2022 miała miejsce premiera siódmego albumu studyjnego Beyoncé pt. Renaissance. Na krążku znalazł się utwór „Virgo’s Groove”, który trwa ponad sześć minut i jest najdłuższą piosenką albumu. Autorami warstwy lirycznej są: Beyoncé Knowles, Leven Kali, Solomon Cole, Daniel Memmi, Dustin Bowie, Dixson, Jocelyn Donald, Jesse Wilsom, Denisia Andrews i Brittany Coney. Singiel definiowany muzycznie jest jako disco z elementami funku, jednak jeden z jego twórców Leven Kali stwierdził, że utwór miał być połączeniem muzyki house, funk, R&B i jazz. 2 czerwca 2023 piosenka trafiła do wytwórni radiowych jako czwarty singiel promocyjny albumu Renaissance. Utwór wykonywany był przez Beyoncé w trakcie Renaissance World Tour.

## Odbiór
„Virgo’s Groove” spotkał się z uznaniem krytyków muzycznych. Magazyn Billboard umieścił utwór na trzecim miejscu w zestawieniu najlepszych piosenek albumu, doceniając modulacje wokalne Beyoncé. Eric Torres z portalu Pitchfork uznał singiel za najlepszy utwór albumu, chwaląc produkcję, różnorodność oraz wokal piosenkarki. Wesley Morris z dziennikaThe New York Times stwierdził, że jest to jedna z najlepiej brzmiących piosenek z dyskografii Beyoncé. Po premierze utwór znalazł się na listach przebojów Hot R&B Songs i Hot R&B/Hip-Hop Songs, odpowiednio na 11 i 17 miejscu. Piosenka w tygodniu premierowym znalazła się liście najczęściej słuchanych utworów globalnie w serwisie Spotify, zajmując 77. miejsce na liście Top 100 Global. Singiel otrzymał nominację do nagrody Grammy w kategorii najlepszego występu R&B.

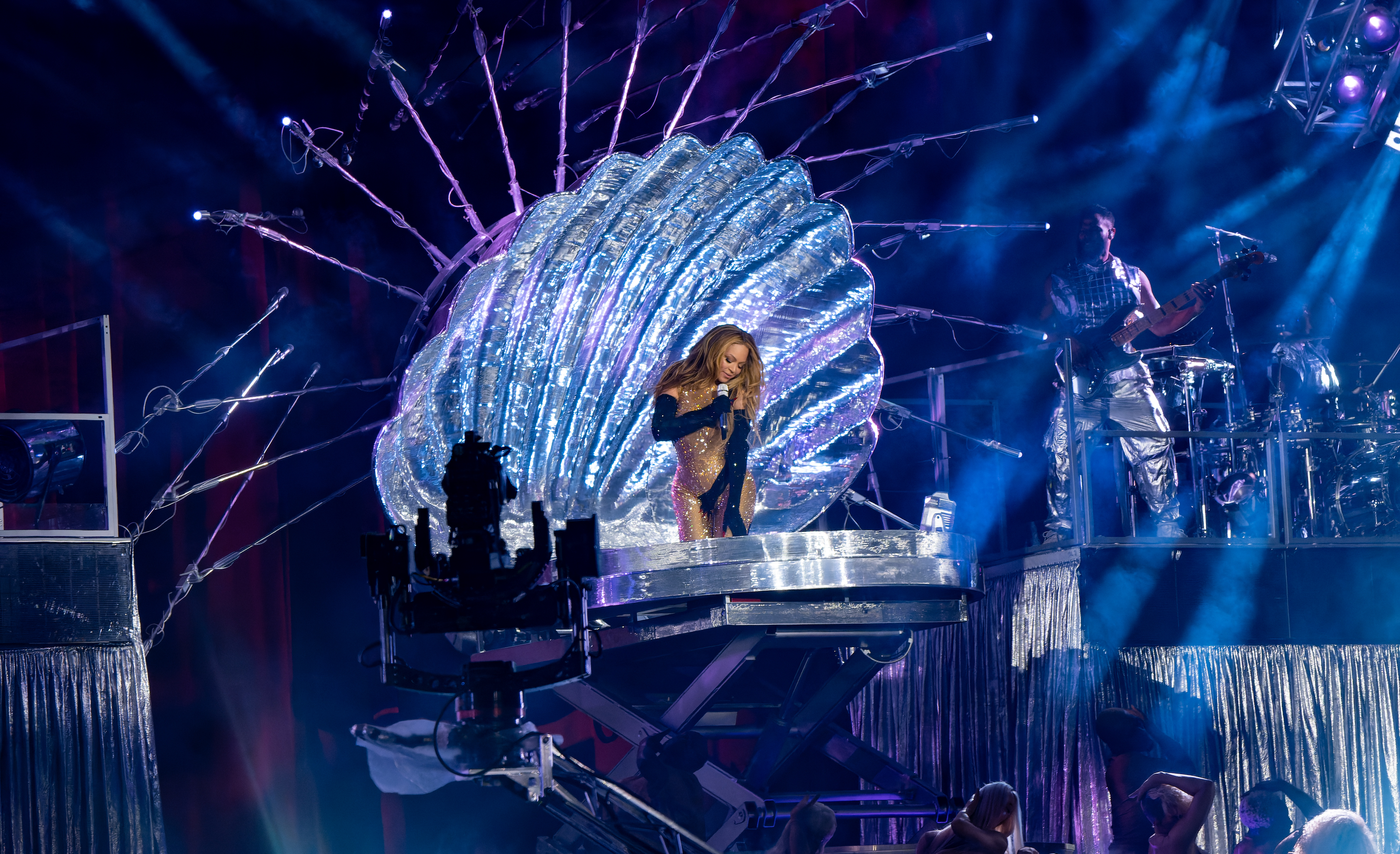
Beyoncé śpiewająca piosenkę „Virgo’s Groove” podczas Renaissance World Tour

| Autor                | Lista                              | Miejsce     | Przypisy |
| -------------------- | ---------------------------------- | ----------- | -------- |
| The Guardian         | 20 najlepszych piosenek 2022 roku  | 7. miejsce  | [ 13 ]   |
| i-D                  | 100 najlepszych piosenek 2022 roku | 3. miejsce  | [ 14 ]   |
| Spin                 | 50 najlepszych piosenek 2022 roku  | 5. miejsce  | [ 15 ]   |
| The Line of Best Fit | 50 najlepszych piosenek 2022 roku  | 31. miejsce | [ 16 ]   |

## Notowania
| Lista przebojów (2022)              | Najwyższa pozycja |
| ----------------------------------- | ----------------- |
| Francja (SNEP)                      | 176               |
| Kanada (Billboard Canadian Hot 100) | 65                |
| Stany Zjednoczone (Hot 100)         | 43                |
| Wielka Brytania (UK Singles Chart)  | 61                |
| Świat (Global 200)                  | 46                |